# Daniel Ashley Addo
Daniel Addo (ur. 3 września 1989, w Cape Coast) – ghański piłkarz, grający na pozycji obrońcy, reprezentant Ghany.

## Kariera piłkarska

### Kariera klubowa
Wychowanek klubu Venomous Vipers, w którym rozpoczął karierę piłkarską. W 2007 roku przeszedł do Sekondi Hasaacas, a następnego roku do King Faisal Babes.
W styczniu 2011 jako wolny agent podpisał kontrakt z ukraińskim pierwszoligowym klubem Zoria Ługańsk. 27 marca 2013 został wypożyczony do końca roku do Kajratu Ałmaty. 4 marca 2014 roku za obopólną zgodą kontrakt został anulowany. Grał też w klubach takich jak: Ermis Aradipu, Ashanti Gold Club SC, Gençlik Gücü TSK i Gokulam Kerala FC, a w 2019 przeszedł do BSS Sporting Club.

### Kariera reprezentacyjna
Był zawodnikiem młodzieżowej reprezentacji Ghany.

## Sukcesy i odznaczenia

### Sukcesy reprezentacyjne
- mistrz Świata U-20 : 2009